# Lora del Río
Lora del Río település Spanyolországban, Sevilla tartományban. Lora del Río Alcolea del Río, Villanueva del Río y Minas, Constantina, La Puebla de los Infantes, Peñaflor, Palma del Río, La Campana és Carmona községekkel határos. Lakosainak száma 18 189 fő (2024).

## Népesség
A település népessége az elmúlt években az alábbi módon változott:
| Lakosok száma | 18 720 | 18 739 | 19 194 | 19 352 | 19 421 | 19 393 | 18 934 | 18 662 | 18 417 | 18 189 |
|               | 2001   | 2004   | 2007   | 2009   | 2012   | 2014   | 2017   | 2019   | 2022   | 2024   |